# Окисно-відновний потенціал
Оки́сно-відно́вний потенціа́л, редо́кс-потенціа́л, (рос. окислительно-восстановительный потенциал, англ. redox potential, нім. Redoxpotential n) — міра окиснювальної або відновлювальної здатності середовища Еh, яка залежить від зміни в розчині концентрацій йонів Н+ та ОН−. Вимірюється у мілівольтах. Віддзеркалює здатність приєднання або віддачі електронів в окисно-відновних реакціях.